# Szürkület (film)
A Szürkület 1990-ben bemutatott magyar fekete-fehér bűnügyi film Fehér György rendezésében, Derzsi János, Haumann Péter és Pogány Judit főszereplésével. Forgalmazója a Budapest filmstúdió. A film Friedrich Dürrenmatt Az ígéret (1958) c. regényén alapul.

## Cselekmény
Rövid időn belül a harmadik, azonos módon, egymáshoz közel elkövetett gyilkosság helyszínére száll ki a rendőrség két nyomozója. Az áldozatot a környék jól ismert, rossz hírű házaló kereskedője fedezte fel, akinek korábban már volt dolga egy tizenéves gyereklánnyal. A házalót, bár tagad, mint a bűntény biztos tettesét vezetik el a falu népe előtt. A férfi hamarosan öngyilkosságot követ el. A két nyomozó eltérő módon próbál a bűntény mélyére hatolni. A nyomozás vezetője az öngyilkosságot egyértelműen a tett beismerésének véli. Volt kollégája számára azonban ez az öngyilkosság kétségbeesett tiltakozás a vád ellen, ő megszállottan tovább keresi a tettest. Benzinkutat bérel egy elhagyott út mentén, s egy asszonnyal és annak kislányával üzemeltetni kezdi, csalinak használja őket hogy előcsalja a gyilkost.

## Szereposztás
- Haumann Péter – felügyelő
- Derzsi János – K.
- Pogány Judit – Overállos nő
- Lázár Kati – Anya
- Lénárt István – Idegorvos
- Pauer Gyula – Házaló
- Székely B. Miklós – Apa
- Németh László – Hadnagy
- Fogarasi István – Rendőrfőnök
- Hetényi Pál – Rendőr
- Nagy Erzsébet – Kislány

## Díjak és elismerések
- 1990 – Budapest Magyar Filmszemle – Különdíj
- 1990 – Locarno Nemzetközi Filmfesztivál – Bronz Leopárd, Ifjúsági Zsűri különdíja, BARCLAY zsűri díja
- 1991 – Strasbourg Európai Filmek Fóruma – Nagydíj
- 1991 – Budapest, Magyar Filmkritikusok Díja – Különdíj